# Bron över Seine
Bron över Seine (franska: Un pont entre deux rives) är en fransk långfilm från 1999 i regi av Frédéric Auburtin och Gérard Depardieu, med Carole Bouquet, Gérard Depardieu, Charles Berling och Stanislas Forlani i rollerna. Manuset är skrivet av François Dupeyron baserat på en roman av Alain Leblanc.

## Handling
Filmen utspelar sig i Normandie under 1960-talet och handlar om det inte alltför lyckliga äktenskapet mellan Mina och Georges.

## Rollista (i urval)
- Carole Bouquet - Mina
- Gérard Depardieu - Georges
- Charles Berling - Matthias
- Stanislas Crevillén - Tommy
- Dominique Reymond - Claire